# Alphonse Ngoy Kasanji

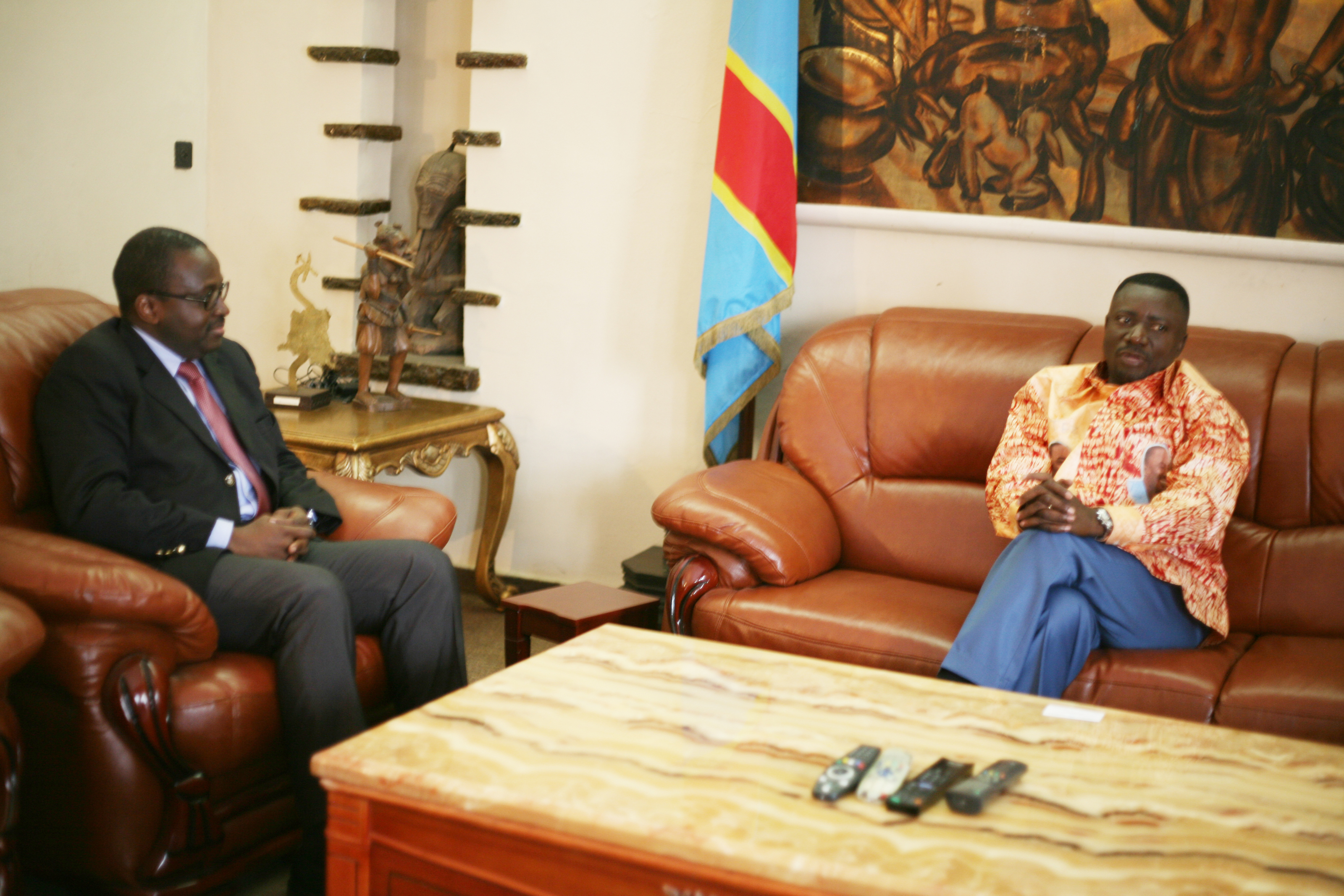
Alphonse Ngoy Kasanji avec Mathieu Bile le 26 novembre 2011.

Alphonse Ngoy Kasanji ou Ngoyi Kasanji, né le 12 février 1963, est un homme politique et diamantaire de la république démocratique du Congo (RDC). Il est gouverneur du Kasaï-Oriental de février 2007 à février 2019 et il est député national.

## Biographie

### Jeunesse
Il est le fils d'Anaclet Mukendi wa Kanda et de Bernadette Mulanga, Alphonse Ngoy Kasanji (Ngokas tshiobesha pour ses proches) est né le 12 février 1963 à Ngandajika dans la province du Kasaï-Oriental en république démocratique du Congo,.
Il fait ses études secondaires au Kasaï-Oriental. Après son diplôme d'État (équivalent du baccalauréat) en 1980 section scientifique option biologie chimie, Alphonse Ngoy Kasanji se lance dans l'enseignement. Il donne cours au lycée Ndeji de Ngandanjika et de l’Institut Tshibangu Mpata de Mwene Ditu.
En 2018, il obtient son diplôme de licence en droit avec mention distinction à l'université de Kinshasa. Les conditions d'obtention de ce diplôme sont critiquées car il semble peu probable que Ngoy Kasanji ait suivi les cours de l'université pendant 5 années. Il est toutefois retenu comme assistant à l'université de Mbuji-Mayi. Il entame, en même temps, un cursus en troisième cycle.

### Carrière politique
Ngoy Kasanji est élu gouverneur de la province du Kasaï-Oriental en 2007 sur la liste du Parti du peuple pour la reconstruction et la démocratie (PPRD). En 2015, Ngoy Kasanji est nommé candidat du PPRD pour l'élection du gouverneur de la nouvelle province du Kasaï-Oriental (après un découpage administratif) initialement prévue en juillet. L'élection se déroule finalement en 2016 et Ngoy Kasanji est réélu au poste de « commissaire spécial » à l'unanimité des voix de l'assemblée provinciale.
En décembre 2018, Ngoy Kasanji est élu député national lors des élections législatives. Il est député de la circonscription de Mbuji-Mayi ville sous l'étiquette de l'Alliance des forces démocratiques du Congo et alliés (AFDC-A), membre du Front commun pour le Congo (FCC). Ayant été élu à la fois à l'Assemblée nationale et provinciale, Alphonse Ngoy Kasanji choisit, le 3 février 2019, de ne pas se représenter au poste de gouverneur. Il est réélu député national lors des élections législatives de 2023.
En 2021, il est parmi les quarante-deux députés du PPRD qui rejoignent l'Union sacrée de la nation de la majorité présidentielle du président Félix Tshisekedi.[réf. nécessaire]

### Carrière privée

#### Homme d'affaires
Il devient l'un des diamantaires les plus importants de sa province et est membre du Conseil provincial des diamantaires (CPD) et à la présidence de la Fédération congolaise des diamantaires (FECODI). En 2002, il est propriétaire d'un diamant de 265,85 carats, appelé diamant Ngokas.

#### Football
À partir du 6 février 2012, Alphonse Ngoy Kasanji dirige le club de football le plus populaire de sa province, Sa Majesté Sanga Balende qui évolue dans le championnat national. En 2020, il quitte la direction du club laissant la place à Alexis Fakih.